# Rifugio Fronza alle Coronelle
Il rifugio Fronza alle Coronelle (in tedesco Kölner Hütte) è un rifugio del gruppo montuoso del Catinaccio, nella provincia di Bolzano, più precisamente nel comune di Nova Levante. È situato nel settore occidentale del Gruppo del Catinaccio. Sorge ai piedi delle pareti della cresta Davoi e ha una posizione dominante sul sottostante passo Nigra.

## Storia
La sua costruzione risale al 1900.

## Ascensioni
È base di partenza per le escursioni alla cima Roda di Vaèl e alla cima Catinaccio. Per esperti è il percorso ad anello attorno a cima Catinaccio, passando per la via ferrata del passo Santner, le Torri del Vajolet e il passo delle Coronelle o il passo del Vajolon.